# Münchhausen – Die Geschichte einer Lüge
Münchhausen – Die Geschichte einer Lüge ist ein deutscher Dokumentarfilm des deutschen Regisseurs Kai Christiansen, gedreht in den Jahren 2011 bis 2012. Produziert wurde der Film von der Gebrüder Beetz Filmproduktion in Koproduktion mit dem NDR und in Zusammenarbeit mit ARTE und 422 South. Seine Weltpremiere hatte der Film am 19. Januar 2013 auf ARTE.

## Handlung
Hieronymus von Münchhausen lebt Mitte des 18. Jahrhunderts in der norddeutschen Provinz. Seine Ehe mit Jacobine von Dunten, einer Frau aus dem weit entfernten Lettland, ist glücklich, das geerbte Gut sorgt für ein Auskommen. Im Kreise der blaublütigen Verwandtschaft prahlt Münchhausen gerne mit seiner Militärzeit in Russland und er hat manch gute Pointe auf Lager.
Doch dann wird unter den Ladentheken ein Buch gehandelt, das sich wie ein Lauffeuer verbreitet: Die Abenteuer des Baron Münchhausen. Angelehnt an die Wirklichkeit werden die tollsten Geschichten erfunden, der Landadelige aus Bodenwerder wird gehörig verspottet und das Unglück nimmt seinen Lauf.
Münchhausen sucht den Urheber dieser Schmähschrift und muss mit ansehen, wie sein Name zwar in der ganzen Welt bekannt, sein Ruf aber ruiniert und am Ende seine Existenz zerstört wird.

## Hintergrund
Die filmische Recherche schlägt sich auf die Seite Münchhausens und will Rückschlüsse darüber liefern, was an den Anekdoten über den Lügenbaron wahr ist, welche phantastischen Geschichten es gibt und wer deren Urheber war. Wer steckt hinter den zahlreichen Erzählungen in aller Welt, die Eingang fanden in diverse Verfilmungen jüngerer Zeit? Warum wird gerade dieser Landadelige zur literarischen Figur und warum wurde sie so populär? Denn die Lügengeschichten des Barons Münchhausen traten noch zu seinen Lebzeiten einen Siegeszug um die ganze Welt an – in mehr als tausend Auflagen und Illustrationen, wie die sagenhaften Grafiken des französischen Illustrators Gustave Doré von 1862 eindrucksvoll vor Augen führen. Ein dankbarer Stoff für das Bürgertum in der Zeit der Aufklärung.

## Pressestimmen
- Die ARTE-Doku vermittelt neben jener „Geschichte einer Lüge“ auch die Hintergründe einer Zeit, in der sich diese so verbreiten konnte. Ruhm und Macht des Adels begannen zu bröckeln, gleichzeitig begann die Blütezeit der Bücher. Für die Interviewszenen brachten die Filmemacher nicht nur einen Nachfahren des Barons Münchhausen vor die Kamera, sondern auch Monty Python-Mitglied, Kultfilmer und Münchhausen-Fan Terry Gilliam, der Ende der 80er eine besonders durchgeknallte, opulente Vision des Lügenbarons auf die Kinoleinwand zauberte.[1]